# 奥尔布河畔勒普若勒
奧爾布河畔勒普若勒（法語：Le Poujol-sur-Orb，法語發音：[lə puʒɔl syʁ ɔʁb]）是法国埃罗省的一个市镇，属于贝济耶区。

## 地理
奥尔布河畔勒普若勒（43°34'47"N, 3°3'39"E）面积4.58 平方千米，位于法国奧克西塔尼大區埃罗省，该省份为法国南部沿海省份，南濒地中海，西南接奥德省，西北接塔恩省和阿韦龙省，东北与加尔省接壤。
与奥尔布河畔勒普若勒接壤的市镇（或旧市镇、城区）包括：莱赛尔、奥尔布河畔科隆比耶尔、孔布、拉马卢莱班。

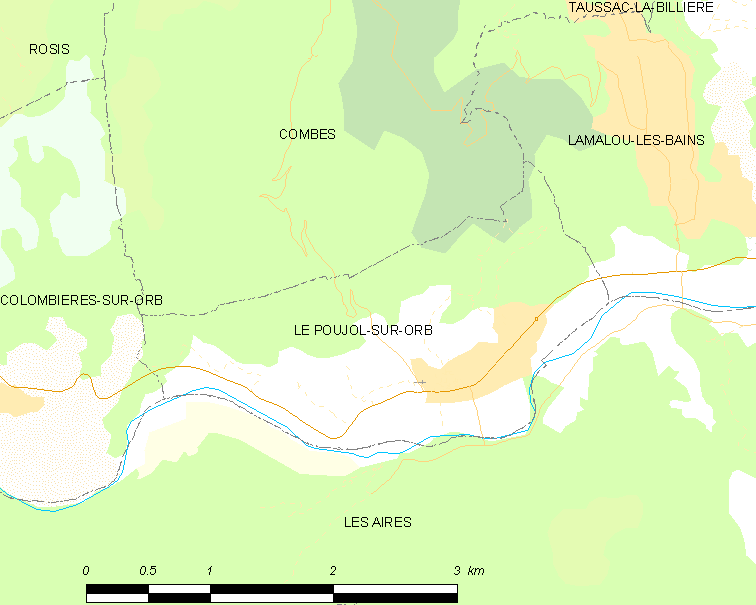
奥尔布河畔勒普若勒的OSM定位图

奥尔布河畔勒普若勒的时区为UTC+01:00、UTC+02:00（夏令时）。

## 行政
奥尔布河畔勒普若勒的邮政编码为34600，INSEE市镇编码为34211。

## 政治
奥尔布河畔勒普若勒所属的省级选区为克莱蒙莱罗县。

## 人口

1962-2008年间奥尔布河畔勒普若勒人口变化图示

奥尔布河畔勒普若勒于2022年1月1日时的人口数量为944人。